# توپولوژی (مدارهای الکتریکی)
توپولوژی یک مدار الکترونیکی (به انگلیسی: Topology)، شکلی است که شبکهٔ اتصالی اجزای آن مدار به‌وجود می‌آوردند. مقدارها یا رتبه‌بندی اجزا (قطعه‌ها) در یک توپولوژی یکسان در نظر گرفته می‌شوند. توپولوژی به چیدمان فیزیکی اجزای یک مدار و همچنین موقعیت آنها در نمودار مدار مربوط نیست. مشابه با مفهوم ریاضیاتی توپولوژی، فقط به این نکته که چه ارتباطاتی بین اجزا وجود دارد مربوط می‌شود. طرح‌های فیزیکی و نمودارهای مدار فراوانی می‌تواند وجود داشته باشد که همگی به توپولوژی یک‌سانی مطابقت داشته باشند.
به عبارتی دقیق‌تر، جایگزینی یک جز با یکی از انواع کاملاً متفاوتی با آن هنوز هم همان توپولوژی است. در برخی از زمینه‌ها، به راحتی می‌توان این موارد را به عنوان توپولوژی مختلف توصیف کرد؛ مثلاً، عوض کردن یک القاگر‌ها و خازن‌ها در یک فیلتر پایین‌گذر منجر به ایجاد یک فیلتر بالاگذر می‌شود. حتی اگر توپولوژی شبکه یکسان باشد، حتی اگر این‌ها به عنوان توپولوژی بالا گذر و توپولوژی پایین گذر هم توصیف شوند هنوز توپولوژی شبکه یکسان است. اصطلاح صحیح‌تری برای این دسته از شبکه‌ها (یعنی شبکه‌ای که نوع هم در آن مشخص شده‌است اما مقدار مطلق نیست) شبکه نمونه اولیه است.
توپولوژی شبکه الکترونیکی مربوط به توپولوژی ریاضی است، به ویژه برای شبکه‌هایی که فقط شامل دستگاه‌های دو ترمیناله هستند، توپولوژی مدار را می‌توان به عنوان کاربردی از تئوری نمودار مشاهده کرد. در تحلیل شبکه (مدارهای الکتریکی) چنین مدار از نظر توپولوژی، گره‌های شبکه راس تئوری نمودار و شاخه‌های شبکه لبه‌های تئوری نمودار هستند.
تئوری نمودار استاندارد را می‌توان برای مقابله با اجزای فعال و دستگاه‌های چند ترمیناله مانند مدارهای مجتمع گسترش داد. نمودارها همچنین می‌توانند در تجزیه و تحلیل شبکه‌های بی‌نهایت استفاده شوند.